# Geschichte eines Bildes: Der Turm der blauen Pferde, Franz Marc, 1913
Geschichte eines Bildes: Der Turm der blauen Pferde, Franz Marc, 1913 ist ein Dokumentarfilm des DEFA-Studios für Dokumentarfilme von Karlheinz Mund aus dem Jahr 1989.

## Handlung
Die in den 1980er Jahren im Ciurlionis-Museum Kaunas aufgetauchte angebliche Frühfassung des Bildes Der Turm der blauen Pferde verspricht neue Aufschlüsse, die man versucht mit Experten aus der DDR zu klären. Dieser Fund regt die Dokumentarfilmer an, Hintergründe und Bedingungen der Entstehung dieses berühmten Gemäldes darzustellen sowie Maler und Bild historisch einzuordnen.
Franz Marc, der Romantiker unter den deutschen Expressionisten, wird 1880 in München geboren, sein Leben endet im Ersten Weltkrieg. Bereits die Herrschenden im Deutschen Kaiserreich sind Verächter der neuen Kunst, doch Franz Marc gibt seine Verachtung zurück, nennt er sich doch einen „Wilden“ in Deutschland. Er ist sich sicher, das was er malt ist notwendig.
Marc verlässt München und zieht nach Sindelsdorf in Oberbayern, eine Gegend, die er eine blaue Landschaft nennt. Besonders das Tier in dieser Landschaft beschäftigt ihn so heftig, dass er jahrelang nicht anderes zeichnet. Im Hause eines Tischlers findet der Maler mit seiner Ehefrau, für die nächsten fünf Jahre, eine Unterkunft. Hier gründet er, gemeinsam mit Wassily Kandinsky, die Redaktionsgemeinschaft Der blaue Reiter. Marc malt auch im Winter, warm angezogen, auf dem Speicher seines Bauernhauses, wo 1913 das Bild „Der Turm der blauen Pferde“ entsteht.
Nach dem Ausbruch des Ersten Weltkriegs geht er als Offizier an die Westfront. Er gehörte nicht zu jenen, die den Krieg mit Jubel begrüßt haben, aber er hat allen Ernstes geglaubt, dass dieser Krieg ein Ausweg sei, um Europa zu einigen. Am 4. März 1916 fällt er an der Front. Die Stadt München eröffnet noch 1916 eine Gedenkausstellung für Franz Marc. Der Turm der blauen Pferde wurde 1919 von der Nationalgalerie Berlin erworben und in ihrer neuen Abteilung im ehemaligen Kronprinzenpalais an einem Ehrenplatz ausgestellt.
Einen Schandplatz erhält es dagegen 1937 in der Ausstellung Entartete Kunst. Annähernd 17 Tausend Malereien, Grafiken und Skulpturen, als zersetzend bezeichnet, werden durch die Nationalsozialisten aus den Museen aussortiert, beschlagnahmt und für den Verkauf ins Ausland vorgesehen, darunter 130 Werke von Franz Marc. In München regt sich Protest gegen den Verbleib des Bildes Der Turm der blauen Pferde in der Hetzausstellung. Besonders das Regiment, in dem Marc gedient hat, ist da sehr aktiv, bis das Werk abgehängt wird. Es wird zum letzten Mal 1945 im Amtssitz des Ministerpräsidenten Preußens Hermann Göring, dem ehemaligen Preußischen Abgeordnetenhaus gesehen. Das Original ist bis heute verschollen.

## Produktion und Veröffentlichung
Geschichte eines Bildes: Der Turm der blauen Pferde, Franz Marc, 1913 wurde von der KAG document unter dem Arbeitstitel Turm der blauen Pferde auf ORWO-Color, mit einigen Schwarzweißfilm-Sequenzen und Fotografien aus Archivmaterial, gedreht.
Die erste nachweisbare Aufführung fand am 9. März 1989 in der Reihe Angebote im Berliner Kino Babylon statt. Im 1. Programm des DFF wurde der Film am 18. Mai 1990 das erste Mal gezeigt.